# 1580
| 1580               |
| ------------------ |
| Dødsfald - Fødsler |
|                    |

| Gregoriansk kalender | 1580 MDLXXX             |
| Ab urbe condita      | 2333                    |
| Armensk kalender     | 1029 ԹՎ ՌԻԹ             |
| Kinesiske kalender   | 4276 – 4277 己卯 – 庚辰 |
| Etiopisk kalender    | 1572 – 1573             |
| Jødisk kalender      | 5340 – 5341             |
| Hindukalendere       |                         |
| - Vikram Samvat      | 1635 – 1636             |
| - Shaka Samvat       | 1502 – 1503             |
| - Kali Yuga          | 4681 – 4682             |
| Iransk kalender      | 958 – 959               |
| Islamisk kalender    | 988 – 989               |

Konge i Danmark: Frederik 2. 1559-1588
Se også 1580 (tal)

## Begivenheder
- 6. april - Et jordskælv i England ødelægger flere kirker i London, deriblandt St Paul's Cathedral.
- 3. september - Ribe bliver ramt af en storbrand, hvor 213 huse i 11 gader brænder ned
- 25. september - Francis Drake fuldender sin jordomsejling som den første englænder, da hans skib Goldin Hind lægger til i Plymouth.

## Født
- 12. oktober – Hortensio Félix Paravicino, spansk prædikant og digter (død 1633).